# Heinrich-Heine-Schule Heikendorf
Die Heinrich-Heine-Schule in Heikendorf ist ein Gymnasium in der Trägerschaft des Kreises Plön. Sie ist eine offene Ganztagsschule und bietet ihren Schülern ein Lernangebot über den Regelunterricht hinaus.

## Geschichte
Der erste Schülerjahrgang wurde zunächst in den Räumen der damaligen Realschule unterrichtet. Zu Beginn des Schuljahres 1973/74 konnte das Gymnasium in den Räumlichkeiten des ersten Bauabschnittes mit 386 Schülern und 17 Lehrern seinen Betrieb aufnehmen. Die offizielle Einweihung fand am 29. November 1973 statt.
Zu Beginn des Schuljahres 1975/76 wurde der zweite Bauabschnitt fertiggestellt, der Schulhof umgestaltet und gleichzeitig die dreifach teilbare Sporthalle errichtet.
Am 25. März 1977 konnte mit dem dritten Bauabschnitt der Oberstufentrakt vollendet werden. Ab dem Jahr 1978 gab es den ersten Oberstufenjahrgang, der im Juni 1980 mit 32 Prüflingen erfolgreich seine Abiturprüfungen ablegte.
Am 26. März 1981 wurde die Namensgebung in Heinrich-Heine-Schule – Gymnasium des Kreises Plön beschlossen und offiziell am 8. September 1981 anerkannt. Namensgeber ist seitdem Heinrich Heine.
Das Gymnasium läuft weitgehend fünfzügig, ab 2008 mit Abitur nach der zwölften Jahrgangsstufe („G8“), seit 2018 wieder mit dem Abitur nach der dreizehnten Jahrgangsstufe („G9“).

## Profil
Die Heinrich-Heine-Schule hat für ihre pädagogische Arbeit die Hauptmerkmale „Talente entdecken – Persönlichkeit entwickeln – Perspektiven eröffnen“ formuliert.
Im Rahmen einer offenen Ganztagsschule hält das Gymnasium verschiedene Arbeitsgemeinschaften bereit.
Das Gymnasium wurde 2009 erstmals vom IQSH als „Zukunftsschule“ ausgezeichnet, seit Sommer 2016 ist sie „Zukunftsschule in Stufe 3: Wir setzen Impulse“. Seit dem 6. November 2018 trägt die Schule den offiziellen Titel Fairtrade-Schule.
Das Gymnasium ist seit November 2012 als MINT-freundliche Schule zertifiziert. Der naturwissenschaftliche Schwerpunkt bietet über die curricularen Standards hinaus durchgängig Angebote von der 5. Klasse bis zum Abitur, z. B. ist die Heinrich-Heine-Schule seitdem Wettbewerbsschule für die „Internationale Junior Science Olympiade“. Im September 2021 erhielt die Heinrich-Heine-Schule die Auszeichnung „Jugend forscht-Schule des Jahres 2021“.
Seit dem Schuljahr 2007/2008 bietet die Heinrich-Heine-Schule im 5. und 6. Jahrgang einen Musikschwerpunkt an. Ab dem 7. Jahrgang werden die Musiker instrumenten- und genrespezifisch in den verschiedenen Ensembles wie Orchester, Big Band, Percussion-AG oder Chor weiter gefördert.
Die Fachschaft Sport führt engagierte Schüler auch zu großen Turnieren wie z. B. Jugend trainiert für Olympia & Paralympics im Turnen oder der Bundesbegegnung der Fußballer in Berlin. In Zusammenarbeit mit dem Segelverein Möltenorter Seglerkameradschaft e. V. bietet die Schule eine Segel-AG an.
Zur Berufsorientierung ist ein System entwickelt worden, das u. a. Praktika und Kooperationen mit der IHK Kiel, den regionalen Banken und Sparkassen, der Christian-Albrechts-Universität zu Kiel und der Fachhochschule Kiel beinhaltet.

## Reger-Stiftung
Das Ehepaar Reger aus Heikendorf hat der Heinrich-Heine-Schule 2004 eine sechsstellige Geldsumme vererbt. Hieraus entstand 2006 die „Susanne und Dr. Klaus Reger-Stiftung“ des Kreises Plön, die das Ziel hat, begabte und besonders engagierte Schüler an der Heinrich-Heine-Schule Heikendorf zu fördern. Sie ermöglicht u. a. Schulaufenthalte im Ausland (u. a. ein Kapverden-Forschungsprojekt), fördert Kontakte mit europäischen Schulen und unterstützt Projekte im mathematisch-naturwissenschaftlichen, sprachlichen, musisch-künstlerischen sowie im sozialen Bereich.

## Partnerschaften
Die Heinrich-Heine-Schule bietet den Schülern die Möglichkeit, am Austausch mit Partnerschulen in England, Frankreich und Estland teilzunehmen:
- Bishop’s Stortford College in Bishop’s Stortford (England)
- Collège Mongazon in Angers (Frankreich)
- Kadrina Keskkool in Kadrina (Estland)

## Persönlichkeiten
Schüler:
- Jörn Littkemann (* 1964), Professor für Unternehmensrechnung und Controlling, Fernuniversität in Hagen (Abitur 1983)
- Robert Habeck (* 1969), promovierter Philosoph, Schriftsteller, ehemaliger Bundesvorsitzender von Bündnis 90/Die Grünen, Bundesminister für Wirtschaft und Klimaschutz und deutscher Vizekanzler (Abitur 1989)
- Björn Christensen (* 1974), Professor für Statistik und Mathematik, Präsident der Fachhochschule Kiel (Abitur 1994)
- Jörn Marcussen-Wulff (* 1981), Komponist, Arrangeur, Posaunist und Dirigent, Dozent an der Hochschule für Musik in Weimar (Abitur 2000)
- Christoph Karrasch (* 1984), deutscher Reisejournalist, Fernsehreporter und Autor (Abitur 2003)
- Laura Freigang (* 1998), deutsche Fußballspielerin

Lehrer:
- Christopher Ecker (* 1967), Deutsch- und Philosophielehrer, Schriftsteller und Literaturkritiker.
- Peter Wenners (* 1950), Deutsch- und Geographielehrer 1978 bis 1993 Schulleiter in Altenholz 1993 bis 2016, Schriftsteller und Sachbuchautor.